# 日の出 (佐賀市)
日の出（ひので）は、佐賀県佐賀市の地名。日の出一丁目と二丁目からなる。国立病院機構佐賀病院が所在。SAGAサンライズパーク（陸上競技場・体育館・水泳場）や佐賀市文化会館が所在する佐賀市の文化・スポーツの拠点。

## 地理
佐賀市中心部の北寄りにあり、中心部方面と大和町・佐賀大和インターチェンジ・福岡市早良区方面を結ぶ国道263号（国体通り）の両側を町域とする。国道263号の東側が1丁目、西側が2丁目。町の南限は国道34号（環状北通り、北部パイパス）、1丁目の北限は佐賀県道31号佐賀川久保鳥栖線。SAGAアリーナ前交差点は地上の国道263号・国道264号交点を国道34号高架橋が跨ぐ。佐賀駅からは1.5km程度の距離に位置する。
1丁目の国体通り沿いには南から国立病院機構佐賀病院、佐賀市文化会館、SAGAサンライズパーク総合体育館、日の出交番が並ぶ。1丁目の環状北通り沿いや警察北通り沿いは商業地で、その他は主に住宅地。一方、2丁目は全域がSAGAサンライズパークの敷地。町域に隣接するのは高木瀬東（1丁目・2丁目）、高木瀬町東高木、新中町、八丁畷町、若宮（1丁目・3丁目）、高木瀬団地、若楠（1丁目・2丁目）。
SAGAサンライズパーク（総合運動場、体育館）、文化会館の利用者は合わせて年間約100万人（2015年）。SAGAサンライズパークは、2024年開催予定の第78回国民スポーツ大会・全国障害者スポーツ大会に向けた改修に際して2019年に名称変更したもので、佐賀県総合運動場と同総合体育館を併せた名称。
なお、佐賀駅北口には「サンライズ口」の愛称、そこからY字路までの市道と、その先の文化会館までの国道には「サンライズストリート」の愛称があり、それぞれ2022年に名付けられている。
面積は約0.526km2。2022年（令和4年）1月31日住民基本台帳による世帯数及び男女別人口は以下の通り。
| 町丁        | 世帯数  | 人口    | 人口   | 人口   |
| 町丁        | 世帯数  | 総人口  | 男人口 | 女人口 |
| 日の出1丁目 | 719世帯 | 1,403人 | 678人  | 725人  |
| 日の出2丁目 | 0世帯   | 0人     | 0人    | 0人    |

国勢調査による2000年からの人口の推移を示す。なお、2丁目は居住者がいないため省略した。
| 年                       | 人口  | 世帯数 |
| ------------------------ | ----- | ------ |
| 2000（平成12）年 10月1日 | 1,669 | 722    |
| 2010（平成22）年 10月1日 | 1,478 | 699    |
| 2020（令和02）年 10月1日 | 1,449 | 725    |

## 歴史
1970年（昭和45年）7月1日の住居表示実施とともに、高木瀬町大字高木、高木瀬町大字東高木の各南部から分かれて成立した。江戸期は佐賀郡の高木村および東高木村で、1889年（明治22年）町村制により両村は佐賀郡高木瀬村の大字となる。同村は1954年（昭和29年）佐賀市と合併し佐賀市高木瀬町の大字となっている。

### 近世・近代
古くは農村地帯だった。小字・行政区の単位では、町域の西部に高木村の下高木地区があった。東部には古くは縄手という地名があり、現代は八丁畷（はっちょうなわて）が行政区名となっている。また1丁目（八丁畷）には、安永七戊三月（1778年）および東高木新村と銘が入った三界万霊塔や、高木八幡宮（高木瀬東）の下の宮と呼ばれる観音堂に寛政十年正月（1798年）の銘入りの天照大神像がある。
現・国体通り（国道263号）は、かつて「往還」、「川上往還」と呼ばれていた。長崎街道から北に延び白山町、川上、三瀬を経て福岡に至る古い道である。1913年（大正2年）から1937年（昭和12年）に営業した佐賀駅 - 川上間の佐賀電気軌道（←佐賀軌道←川上軌道）が通っており、練兵場前に上佐賀停留場があった。当初は軌道（軽便鉄道）、1930年（昭和5年）4月に電化した。また重複する経路で1936年（昭和11年）から佐賀市営バスが運行を開始した。

### 兵営・練兵場
1907年（明治40年）10月大日本帝国陸軍編成の改正により歩兵第55連隊の兵営・練兵場が開設され、1908年（明治41年）11月から駐屯した（高木瀬兵営、高木瀬練兵場）。面積は約40haに及び、現・国体通り（国道263号）に当たる道の東側に兵営、西側に練兵場があった。開設に際して、兵営・練兵場用地および土塁の土取場として広い農地が買収され、数戸は村外や県外に移住したという。1925年（大正14年）の改編（宇垣軍縮）により第55連隊は廃止され、代わって歩兵第48連隊の第3大隊が分屯、引き続き兵営を使用した。第48連隊は1936年（昭和11年）4月に満州に移駐となった。その後高射砲第4連隊が置かれた（この後改編されているが詳細は不明）。太平洋戦争時の1943年（昭和18年）には電信第2連隊が広島から移駐、戦争末期には194補充部隊に改編された。
近隣には起床・消灯ラッパの音が響いていたという。昭和12年（1937年）までの昭和初期には兵営・練兵場を市民に開放して軍旗祭が行われていた。1914年（大正3年）7月には、練兵場で民間飛行家の坂本壽一が操縦する飛行大会が行われる。松原神社祭典の余興として商工会が催したもので、佐賀で初めての飛行機飛行に多くの観客が集まったという。
兵営の南側には1910年（明治43年）佐賀衛戍病院が設けられ、終戦後1945年（昭和20年）に国立病院（佐賀病院）となる。
佐賀空襲があった1945年8月5日深夜には、練兵場付近で兵士数名が被弾し死亡、飯場などが焼失した。
終戦後の同年10月6日、アメリカ海兵隊第5海兵師団の部隊500名が進駐、進駐軍として兵舎への駐屯を開始した。同部隊は同月10日には中の小路の佐賀連隊区司令部庁舎を接収し佐賀軍政部を設置している。旧兵舎への駐屯については協楽園（後述）開設後も一部区画を使用していたが、数年後に撤収している。

### 協楽園
終戦後の佐賀県では、復員者・引揚者の帰郷や近県も含めた戦災の影響による人口流入で住宅不足がみられるようになる。佐賀県は対応として、大蔵省から払い下げられた兵営跡に住宅困窮者のための県営厚生寮「協楽園」を設けることとした。県は同様の県営厚生寮を計11か所設けており、協楽園は最も規模が大きかった。兵舎や倉庫などを住居や商店、学校などに改造したが、長い兵舎を応急的にベニヤ板で仕切るなどした急造のものであった。
1947年（昭和22年）5月に入居を開始、1949年（昭和24年）8月には最多となる564世帯・2421人が暮らしていた。敷地内には協楽園小学校、高木瀬中学校、若葉園（保育所）、協楽園駐在所も開設された。また入居者共同で生活の安定を図るため協楽園消費生活協同組合（生協）も設立されている。1949年5月昭和天皇佐賀行幸の際には、協楽園や若葉園を訪問して引揚者らを労ったほか、記念樹として赤松を植樹した。
その後、経過と共に他への転出があり、また各村や市が各地で建設を進めた公営住宅への転居が進んだため、入居者は減少。1952年（昭和27年）に神園の市営常盤団地に40世帯が転居、1967・1968年（昭和42・43年）には旧練兵場西に鉄筋コンクリート造4階建ての団地9棟からなる高木瀬団地が建てられ272世帯が転居、これを以って協楽園は閉鎖され解体に至る。
協楽園跡地には県警察学校、旧農林省土木試験場、旧通産省石炭事務所、佐賀市消防署高木瀬出張所、公務員宿舎などが建てられている。なお村営の庶民住宅団地として建てられ後年払い下げられた旭ヶ丘住宅は、協楽園閉鎖後もその一角に残る形となった。
一方、練兵場の跡地は佐賀県農業試験場となった。試験場は後に川副町へ移転するが、総合運動場建設前の遊休地だった1969年（昭和44年）3月20日から5月18日の期間、産業技術や科学などを紹介する博覧会「佐賀大博覧会」が開催される。企業や産業団体など230団体が出展、来場者は約90万人に上った。また、練兵場の北にあった土取跡の池は一部が県の淡水魚試験場（佐賀県水産試験場の高木瀬養魚場）に利用された。
なお、1970年2月6日の佐賀市の審議会において新しい地名「日の出」を決定し翌日市長に答申、同年7月1日に住居表示を施行している。

### 若楠国体と総合運動場
終戦後佐賀県内のスポーツが興隆する中、国民体育大会（国体）誘致の動きを背景にして、九州7県で最後発となる公認陸上競技場を求める声が高まり、農業試験場の跡地を佐賀県総合運動場として整備する計画が1965年（昭和40年）に始まる。用地面積は買収した隣接地も含めて27haで、1968年に水泳場、1969年に補助競技場、1970年に陸上競技場・球技場、1972年に第二球技場がそれぞれ完成。1976年（昭和51年）国体（若楠国体）が佐賀県で開催、主会場となる。『佐賀県政史』には、競技場の早期完成が誘致の決め手になったとある。
国体開催に合わせる形で幹線道路も整備された。環状北通り（国道34号）は貫通道路（当時の34号、現国道264号）のパイパス道路として1966年に用地買収が始まり、1972年4月に兵庫町下渕から現在のSAGAアリーナ前交差点までが開通、同年12月にその西側も開通、1976年に高架橋が開通した。国体通り（国道263号）は1931年（昭和6年）に与賀町高木線として佐賀市の都市計画道路に選定され拡幅が計画されたが、41年後の1972年ようやく着工、片側2車線・幅員25-15mとなった。現・警察北通りとなる市道も1976年度に完成した。同時期に佐賀駅の高架化移転と神野地区の区画整理も行われている。
協楽園の跡地には、1986年に佐賀県総合体育館、1989年に佐賀市文化会館が建設された。

### サンライズパークへ

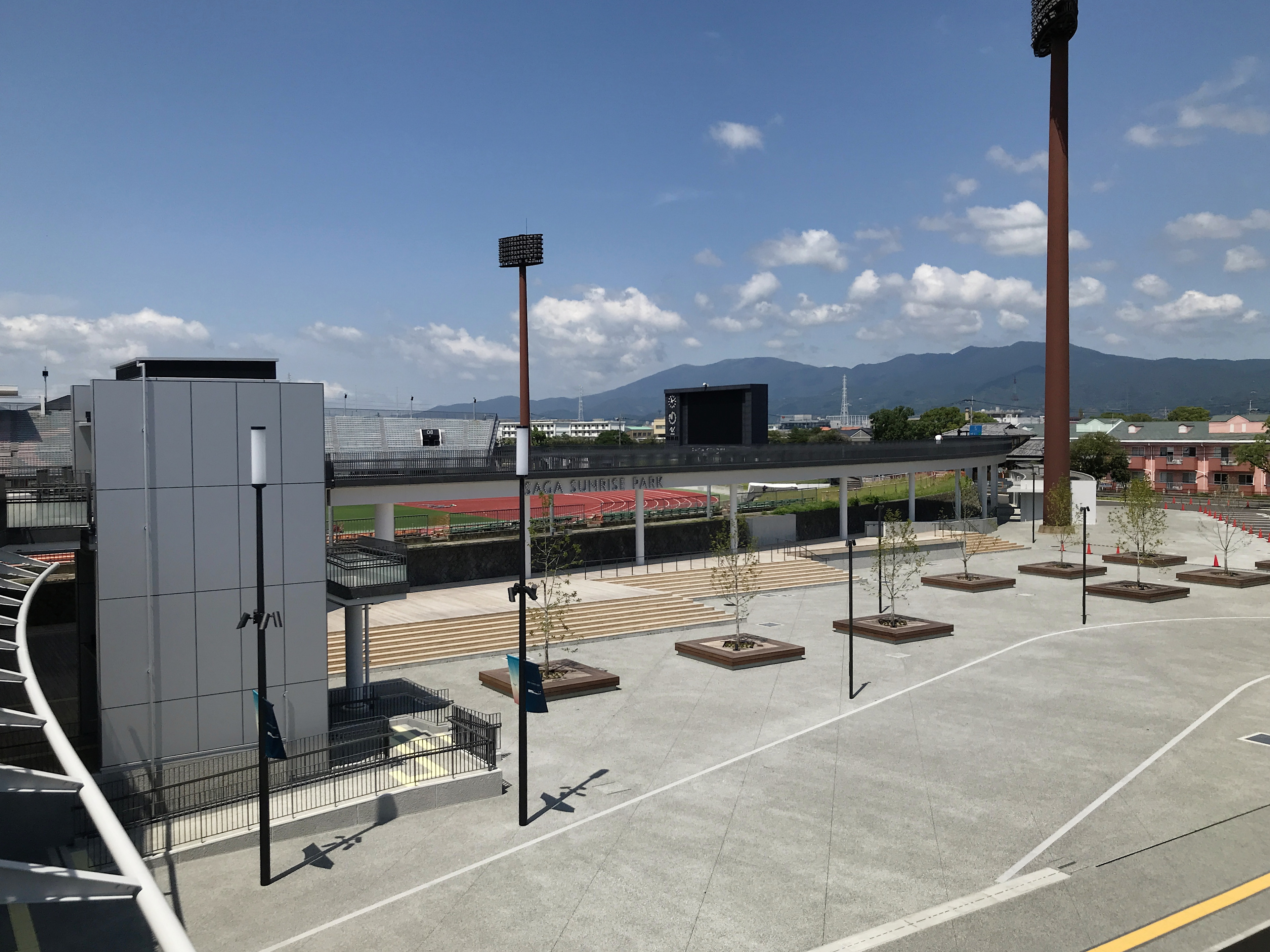
SAGAサンライズパーク

その後、第78回国民スポーツ大会・全国障害者スポーツ大会の2024年佐賀県開催内定を受けて2016年にリニューアルが計画され、2019年に名称を「SAGAサンライズパーク」に決定。各競技場の改修、アリーナの新設、国体通りを跨いでアリーナと文化会館を結ぶペデストリアンデッキ建設などが進められた。2022年3月28日には、サンライズパーク交差点から佐賀駅までの国道263号・264号の各一部および市道三溝線を「サンライズストリート」と改称。同年11月19日には、佐賀駅北口に「サンライズ口」、駅前広場側の南口に「佐賀城口」の愛称が付けられた。

## 交通

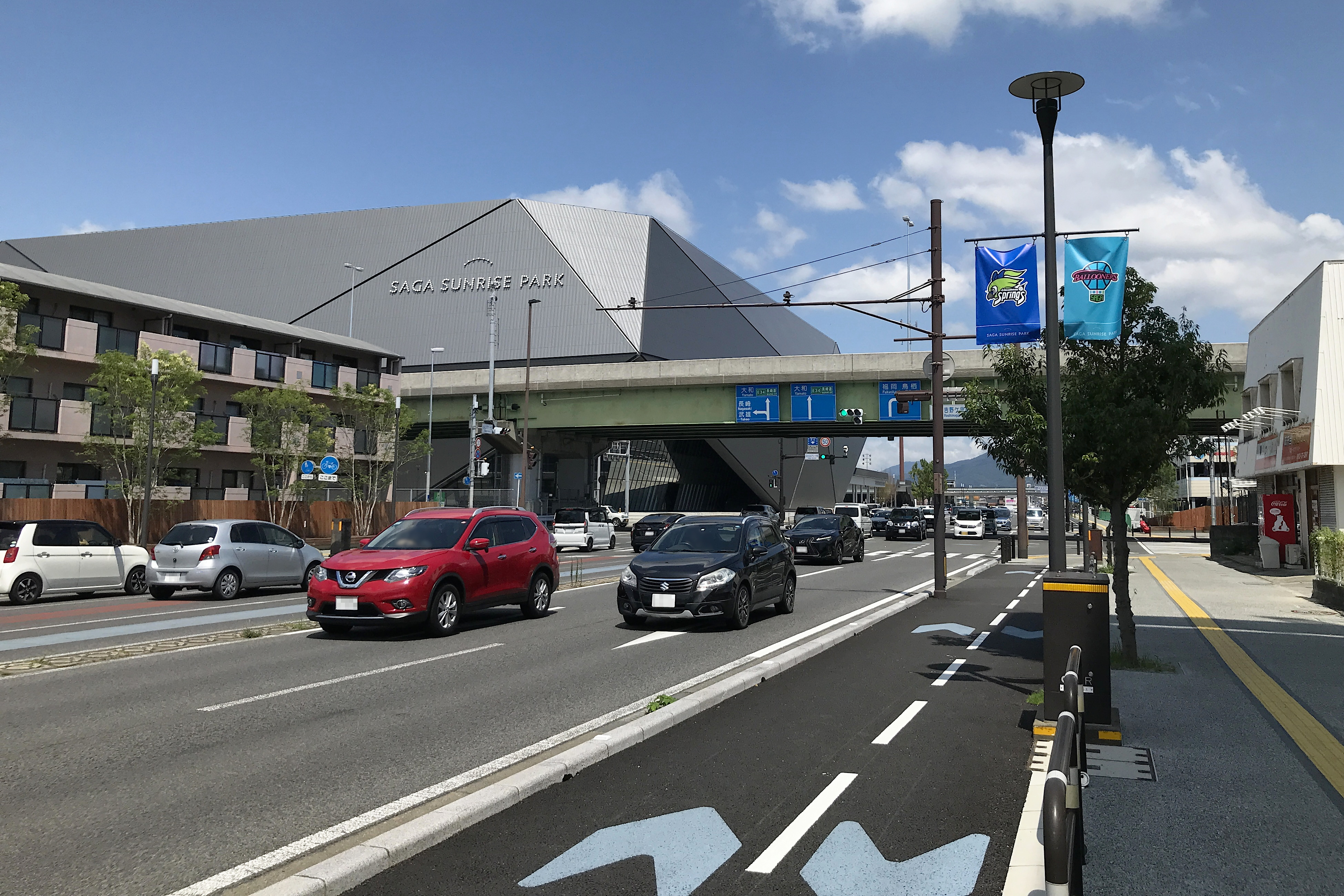
サンライズストリートから見たSAGAアリーナ前交差点

### バス
国体通り（国道263号）の「SAGAサンライズパーク（市文化会館前）」、「SAGAサンライズパーク北」の両バス停は路線バス2社と高速バスが通る幹線。警察北通りにも市文化会館東バス停がある。
- 佐賀市営バス
  - 30系統 尼寺・金立線（県庁前 - 唐人町 - 佐賀駅バスセンター - SAGAサンライズパーク（市文化会館前） - SAGAサンライズパーク北 - 尼寺 - 自動車試験場前）
  - 32系統 二俣・金立公民館線 （県庁前 - 唐人町 - 佐賀駅バスセンター - 堀江通 - 市文化会館東 - 健康運動センター - 金立公民館）
- 西鉄バス佐賀
  - わかくす号（天神高速バスターミナル - 高速基山 - SAGAサンライズパーク北 - SAGAサンライズパーク（市文化会館前） - 佐賀駅バスセンター）
  - 福岡空港 - 佐賀線（福岡空港 - 高速基山 - SAGAサンライズパーク北 - SAGAサンライズパーク（市文化会館前） - 佐賀駅バスセンター）
- 昭和バス
  - 古湯線（辻の堂 - 県庁前 - 片田江 - 佐賀駅バスセンター - どんどんどんの森 - 堀江通 - SAGAサンライズパーク（市文化会館前） - SAGAサンライズパーク北 - 尼寺 - 川上橋 - 古湯温泉 - 富士支所前）
  - 中極線（辻の堂 - 県庁前 - 唐人町 - 佐賀駅バスセンター - SAGAサンライズパーク（市文化会館前） - SAGAサンライズパーク北 - 尼寺 - 小城）
  - 東山田線（辻の堂 - 県庁前 - 佐賀駅バスセンター - SAGAサンライズパーク（市文化会館前） - SAGAサンライズパーク北 - イオンモール佐賀大和 - 尼寺 - 小城）

### 道路
- 国道34号（環状北通り、北部パイパス[34]）
- 国道263号（国体通り[34]、サンライズストリート:文化会館前のサンライズパーク交差点より南側[4]）
- 佐賀県道31号佐賀川久保鳥栖線
- 警察北通り[34][注釈 8]

## 小・中学校の学区
市立小・中学校に通う場合の学区は、1丁目のうち6番および9番から21番の各番地が高木瀬小学校、1丁目のうち1番から5番と7番・8番の各番地、および2丁目が若楠小学校、中学校はすべて城北中学校。

## 施設

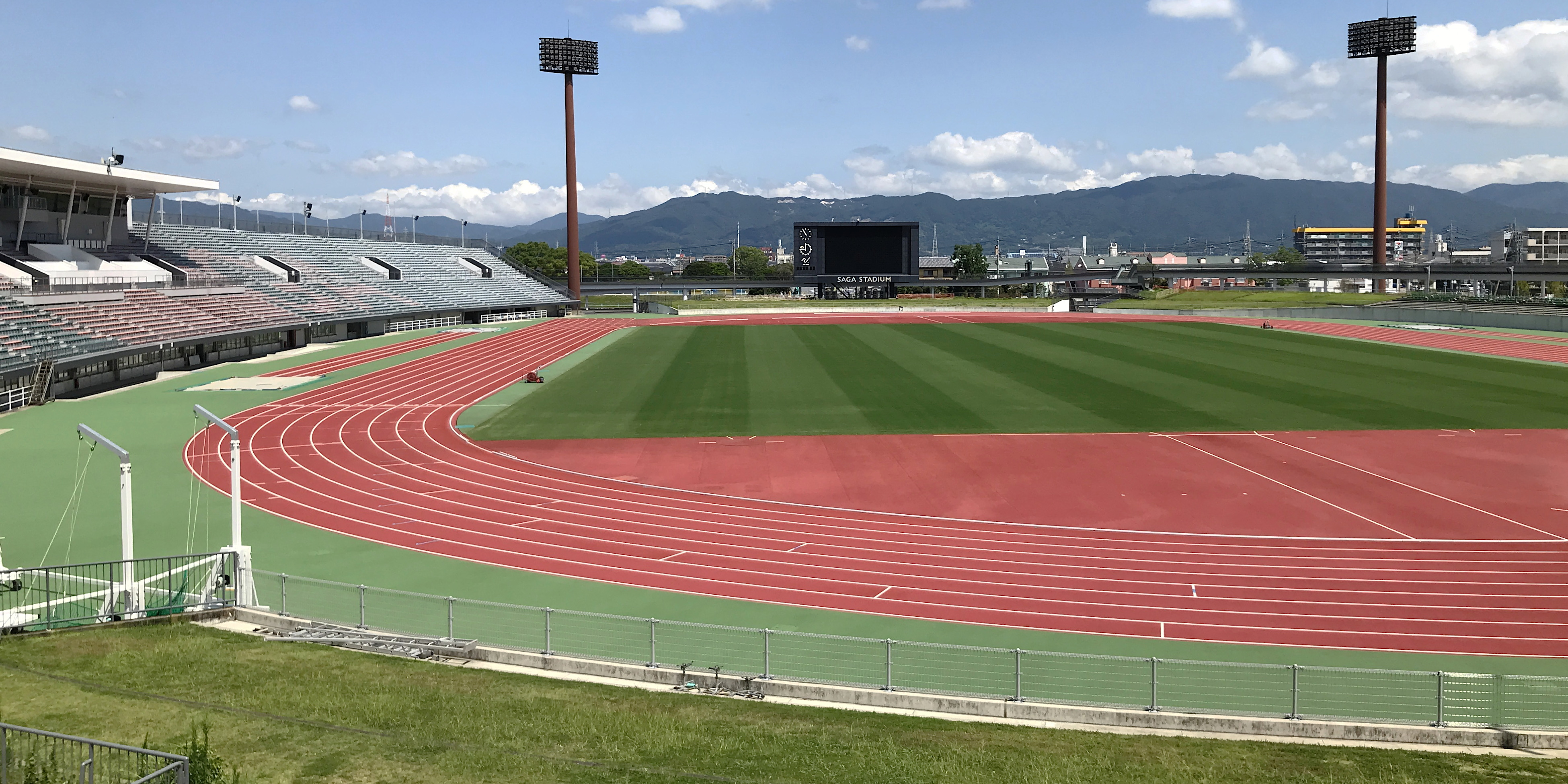
SAGAサンライズパーク陸上競技場

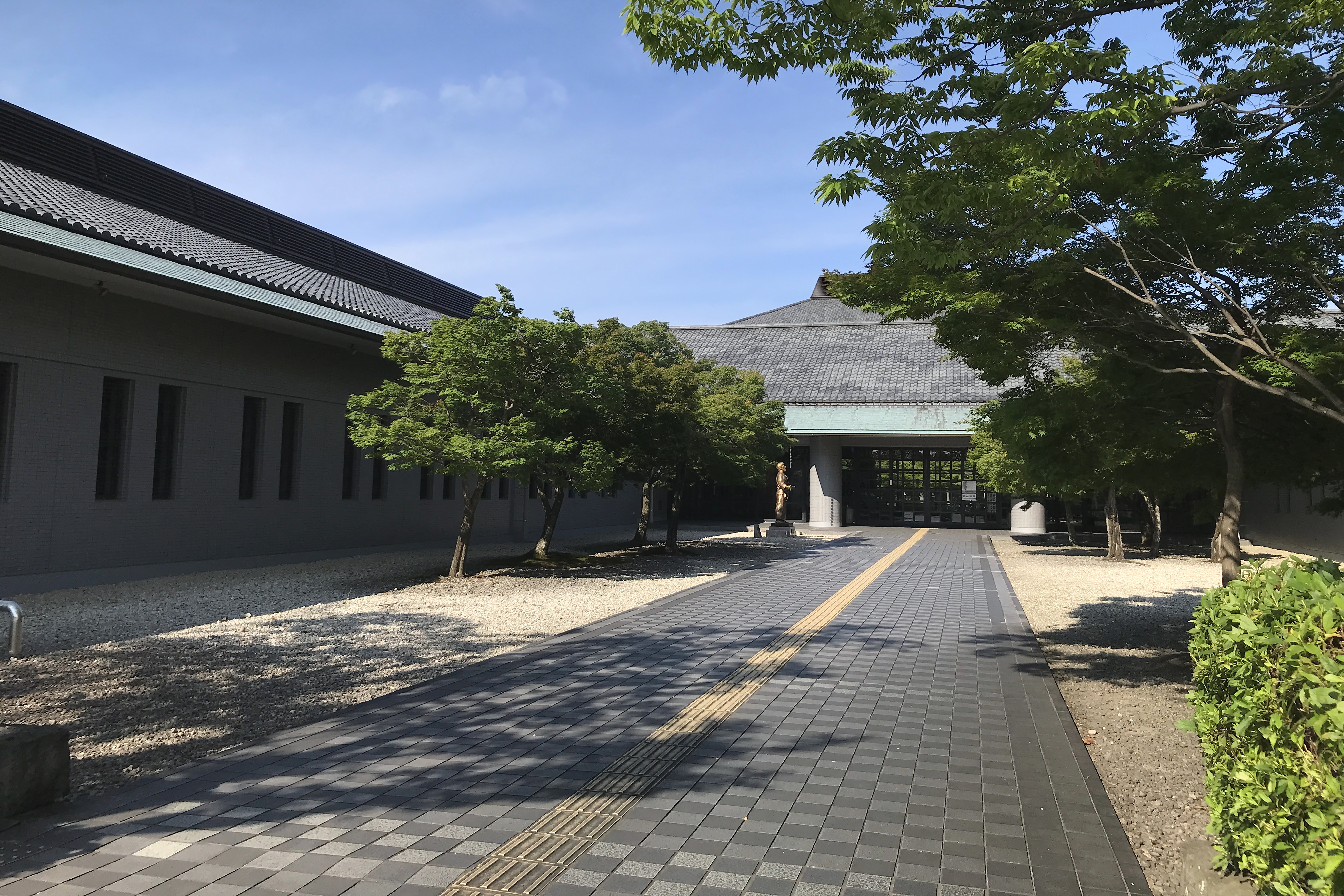
SAGAサンライズパーク体育館

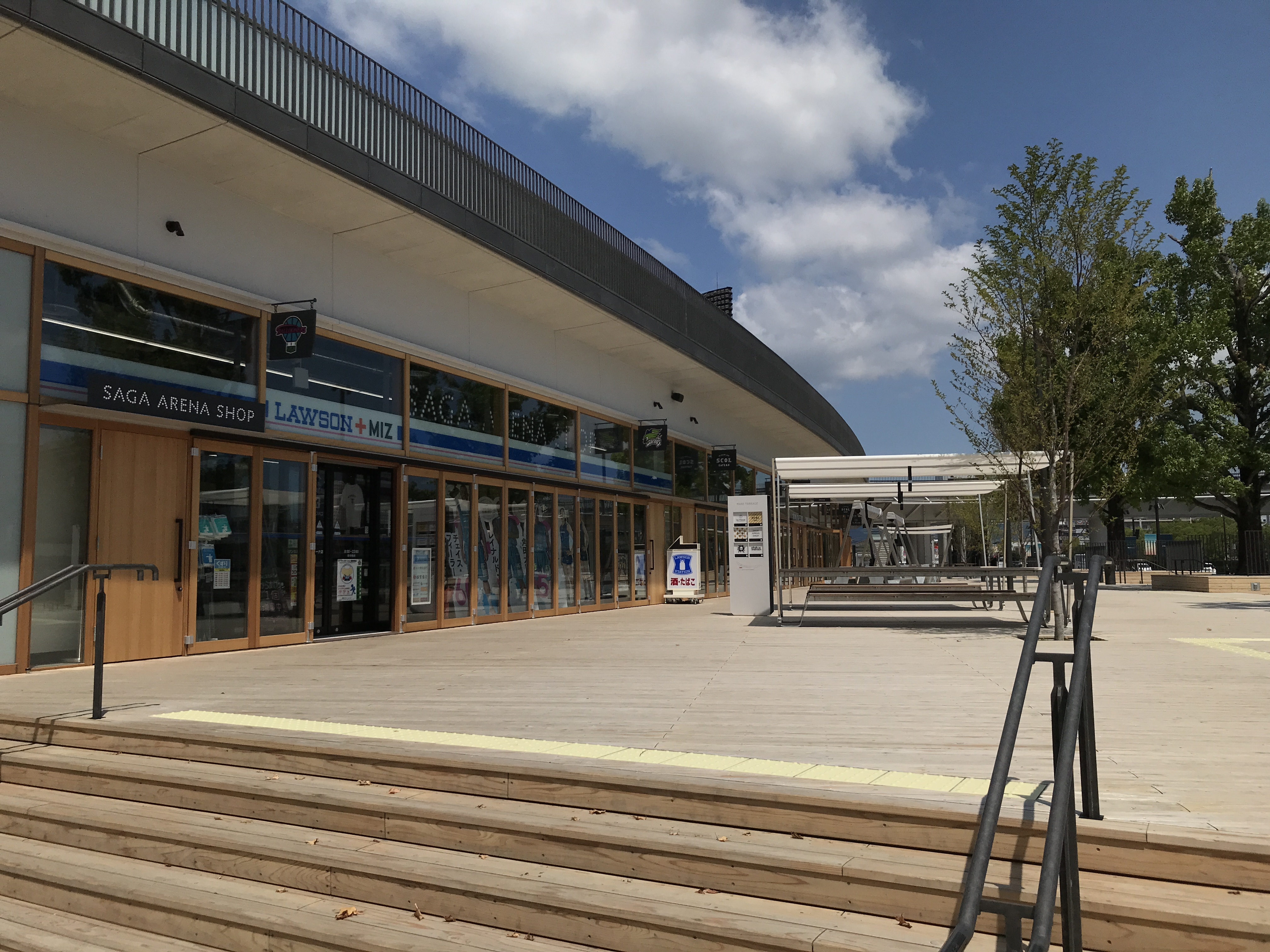
サンライズパークのテラス、ショップ

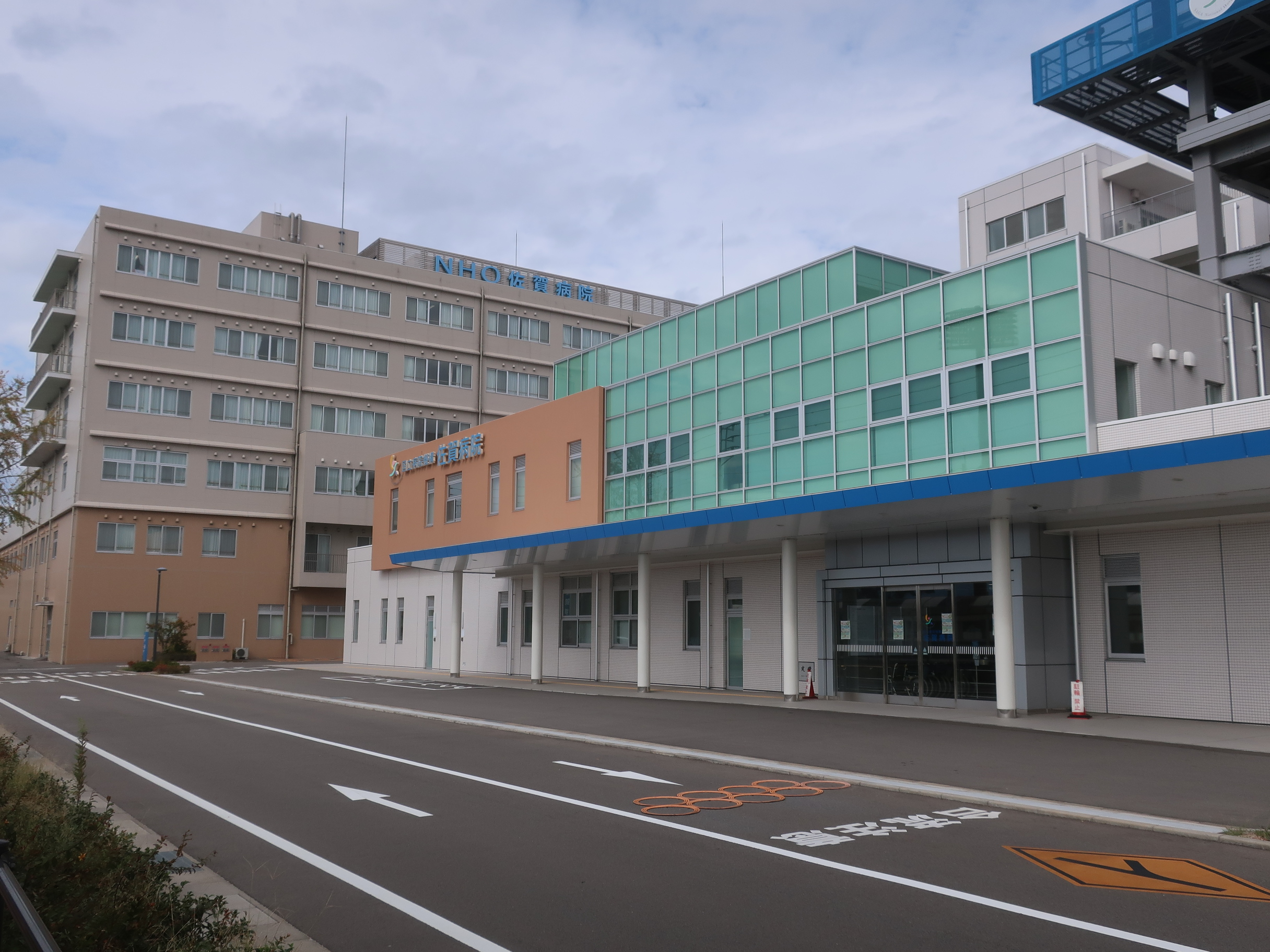
国立病院機構佐賀病院

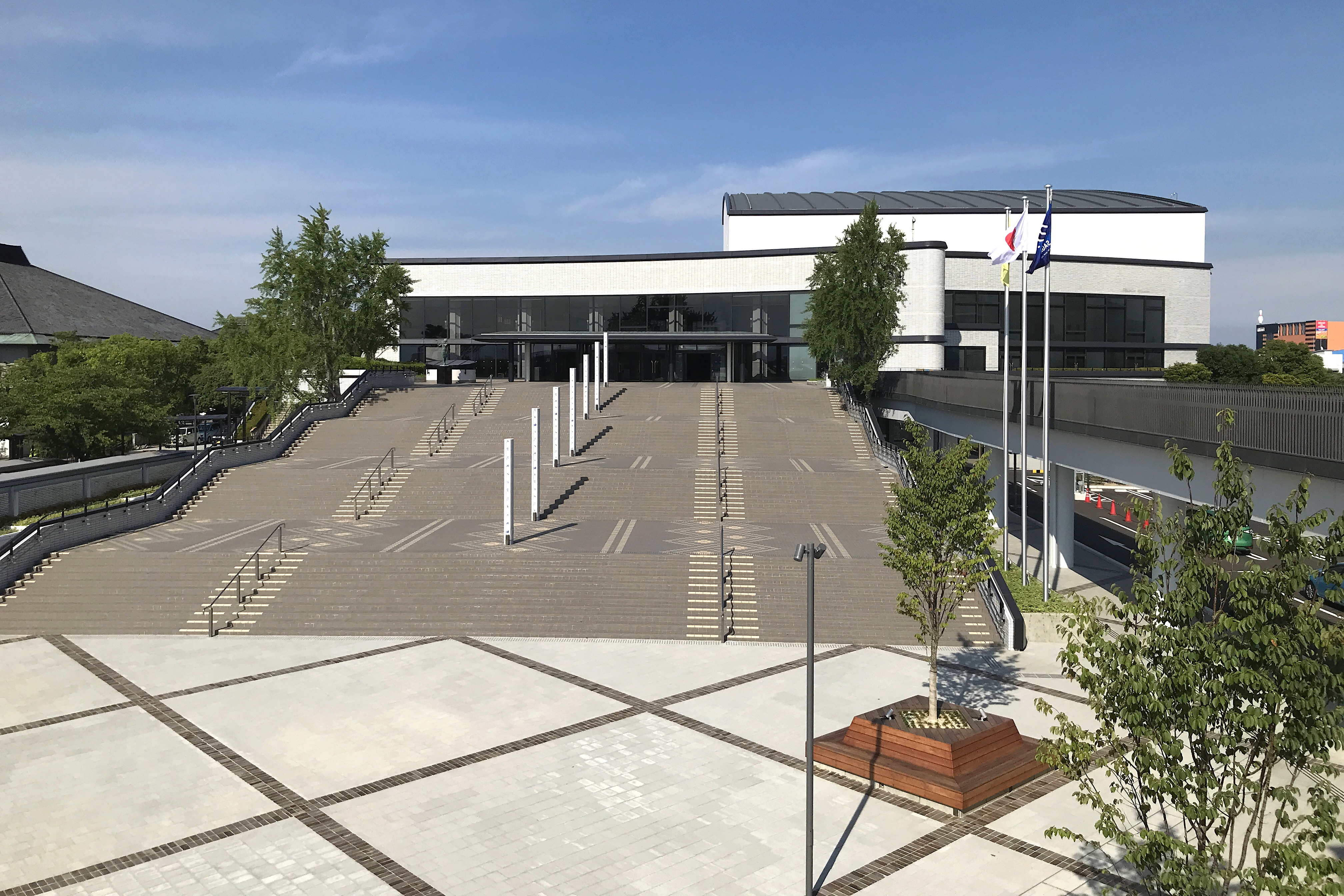
佐賀市文化会館

### スポーツ施設
- SAGAサンライズパーク
  - 陸上競技場（愛称・SAGAスタジアム、略称・SAGAスタ、旧・佐賀県総合運動場陸上競技場）
  - 水泳場（愛称・SAGAアクア、旧・佐賀県総合運動場水泳場）
  - 体育館（愛称・SAGAプラザ、旧・佐賀県総合体育館）
  - SAGAアリーナ
  - 球技場

### 文化施設
- 佐賀市文化会館

### 公共施設
- 国立病院機構佐賀病院（地域医療支援病院、二次救急、総合周産期母子医療センター）
- 佐賀県警察学校
- 佐賀市立若葉保育所
- 佐賀北警察署日の出交番

### その他
- ユースホステル佐賀県青年会館